# Přírodní rezervace Centrální Surinam
Přírodní rezervace Centrální Surinam je nejrozlehlejší chráněné území v jihoamerickém státě Surinam. Vznikla v roce 1998 a v roce 2000 byla zapsána na seznam světového dědictví UNESCO. Její rozloha je 16 000 km² a zabírá více než 10 % rozlohy celého státu (pro porovnání: belgické Valonsko je velké 16 844 km²). Území je porostlé především tropickým deštným lesem. Částečně sem zasahuje Guyanská vysočina. Vzhledem k dosavadním minimálním zásahům člověka do zdejšího ekosystému zde panuje vysoká biodiverzita jak rostlin, tak zvířat.